# Cuirassat Littorio
El Littorio era el vaixell principal de la seva classe de cuirassats; va servir a la Regia Marina italiana durant la Segona Guerra Mundial. Va rebre el nom del Lictor ("Littorio" en italià), en l'antiguitat el portador dels fasces romans, que va ser adoptat com a símbol del feixisme italià. El Littorio i el seu germà Vittorio Veneto van ser construïts en resposta als cuirassats francesos Dunkerque i Strasbourg. Van ser els primers vaixells de guerra moderns d'Itàlia i els primers vaixell capital de 35.000 tones de qualsevol nació d'ençà que s'establiren els termes del Tractat Naval de Washington. Se li va col·locar la quilla l'octubre de 1934, va ser avarat l'agost de 1937, sent batejat per la senyora Teresa Ballerino Cabella i es va completar el maig de 1940.
Poc després de la seva posada en servei, el Littorio va resultar molt danyat durant l'atac aeri britànic a Tàrent l'11 de novembre de 1940, que el va deixar fora de combat fins al març següent. A partir de llavors, el Littorio va participar en diverses sortides per fer front la flota britànica de la Mediterrània, la majoria de les quals no van resultar en cap acció, l'excepció notable va ser la Segona Batalla de Sirte el març de 1942, on va danyar diversos vaixells de guerra britànics. El Littorio va passar a anomenar-se Italia el juliol de 1943 després de la caiguda del govern feixista. El 9 de setembre de 1943, la flota italiana va ser atacada per bombarders alemanys mentre anava a l'internament. Durant aquesta acció, que va veure la destrucció del seu germà Roma, la mateixa Itàlia va rebre l'impacte d'una bomba radiocontrolada Fritz X, causant danys importants a la seva proa. Com a part de l'acord de l'armistici, l'Italia va ser internat a Malta, a Alexandria, i finalment al Gran Llac Amarg del Canal de Suez, on va romandre fins al 1947. L'Italia va ser atorgada als Estats Units com a botí de guerra i desballestat a La Spezia el 1952–54.

## Descripció

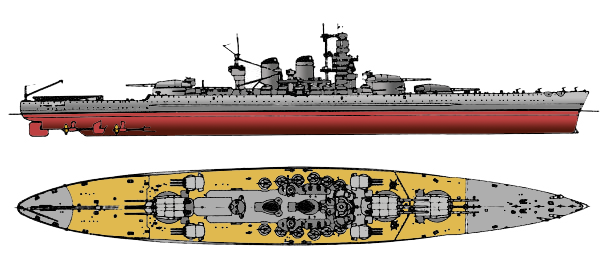
Dibuix lineal de la classe Littorio

Littorio i el seu germà Vittorio Veneto van ser dissenyats en resposta als cuirassats francesos de la classe Dunkerque. El Littorio tenia una eslora de 237,76 metres, tenia una mànega de 32,82 m i un calat de 9,6 m. Va ser dissenyat amb un desplaçament estàndard de 40.724 tones llargues (41.377 t), una violació de la restricció de 35.000 tones llargues (36.000 t) del Tractat Naval de Washington; a plena càrrega de combat, va desplaçar 45.236 tones llargues (45.962 t). El vaixell estava propulsat per quatre turbines de vapor amb engranatges Belluzo amb una capacitat de 128.000 cavalls de vapor (95.000 kW). El vapor era proporcionat per vuit calderes Yarrow alimentades amb petroli. Els motors proporcionaven una velocitat màxima de 30 nusos (56 km/h; 35 mph) i una autonomia de 3.920 milles (6.310 km; 3.410 nmi) a 20 nusos (37 km/h; 23 mph). El Littorio va tenir una tripulació de 1.830 a 1.950 al llarg de la seva carrera.
L'armament principal de Littorio constava de nou canons model 1934 de calibre 50 de 381 mm en tres torretes triples; dues torretes es van col·locar cap endavant en una disposició de superfoc i la tercera es va situar a popa. El seu armament secundari antisuperfície consistia en dotze canons de 152 mm (6 polzades) /55 Model 1934/35 en quatre torretes triples col·locades a les cantonades de la superestructura. Aquests es van complementar amb quatre canons de 120 mm (4,7 polzades) /40 Model 1891/92 en muntatges individuals; aquestes armes eren armes antigues i estaven destinades principalment a disparar obusos estel·lars. El Littorio estava equipat amb una bateria antiaèria que comprenia dotze canons de 90 mm Model 1938 en muntatges individuals, vint canons de 37 mm /54 en vuit montures dobles i quatre muntatges simples, i setze canons /65 de 20 mm en vuit muntatges dobles. L'any 1942 es van instal·lar dotze canons de 20 mm amb muntatges bessons. Va rebre un radar EC 3 bis l'agost de 1941, una versió actualitzada l'abril de 1942 —que va resultar ser infructuós en servei— i finalment l'EC 3 ter. model el setembre de 1942.
El vaixell estava protegit per un cinturó de blindatge principal de 280 mm de gruix amb una segona capa d'acer de 70 mm de gruix. La coberta principal tenia un gruix de 162 mm a la zona central del vaixell i es va reduir a 45 mm a les zones menys crítiques. Les torretes de la bateria principal tenien un gruix de 350 mm i l'estructura de la torreta inferior estava allotjada en barbetes que també tenien 350 mm de gruix. Les torretes secundàries tenien cares de 280 mm de gruix i la torre de control tenia costats de 260 mm. El Littorio estava equipada amb una catapulta a la seva popa i equipada amb tres hidroavions de reconeixement IMAM Ro.43 o caces Reggiane Re.2000.

## Historial de serveis
Es va posar la quilla del Littorio a les drassanes d'Ansaldo a Gènova el 28 d'octubre de 1934 per commemorar la marxa del Partit Feixista a Roma el 1922. El seu germà Vittorio Veneto va ser deposat el mateix dia. Els canvis en el disseny i la manca de blindatge van provocar retards en el calendari de la construcció, provocant un lliscament de tres mesos en la data de llançament del pla original de maig de 1937. Littorio va ser avarat el 22 d'agost de 1937, durant una cerimònia assistit per molts dignataris italians. Va ser patrocinada per la senyora Teresa Ballerino Cabella, l'esposa d'un empleat d'Ansaldo. Després del seu llançament, el període d'equipament va durar fins a principis de 1940. Durant aquest temps, la proa del Littorio es va modificar per reduir la vibració i reduir la humitat sobre la proa. El Littorio va realitzar una sèrie de proves marítimes durant un període de dos mesos entre el 23 d'octubre de 1939 i el 21 de desembre de 1939. Va ser assignat el 6 de maig de 1940, i després d'executar proves addicionals aquell mes, es va traslladar a Tàrent on ella, juntament amb el Vittorio Veneto, es va unir a la 9a Divisió sota el comandament del contraalmirall Carlo Bergamini.

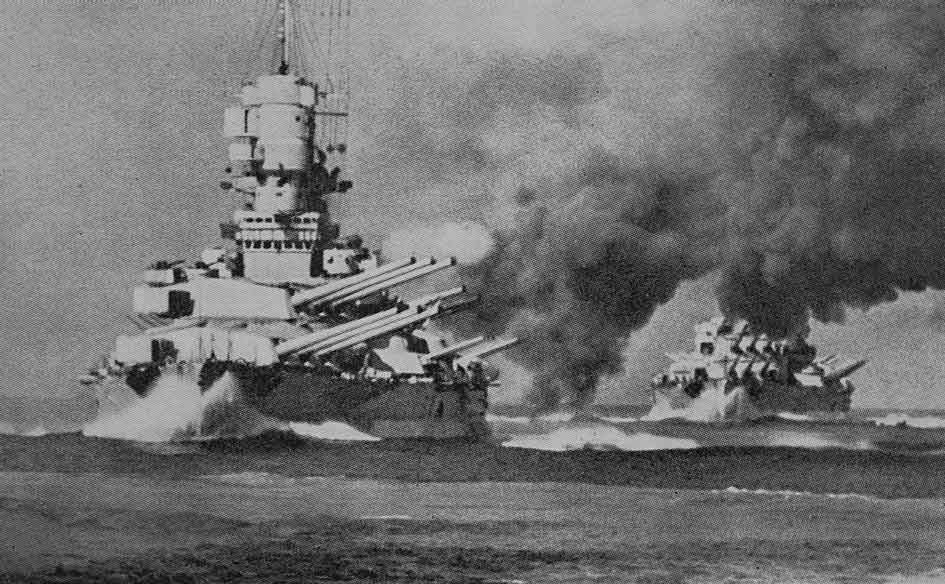
El Vittorio Veneto i el Littorio

El 31 d'agost al 2 de setembre de 1940, el Littorio va sortir com a part d'una força italiana de cinc cuirassats, deu creuers i trenta-quatre destructors per interceptar les forces navals britàniques que participaven en l'operació Barrets i el comboi MB.3, però no es va establir contacte amb qualsevol grup a causa d'un mal reconeixement i no es va produir cap acció. A Un resultat similar va resultar del moviment contra l'operació britànica "MB.5" del 29 de setembre a l'1 d'octubre; el Littorio, quatre cuirassats més, onze creuers i vint-i-tres destructors havien intentat interceptar el comboi que portava tropes a Malta.

### Atac a Tàrent

Mapa que mostra la disposició de la flota italiana i els atacs britànics a Tàrent

La nit del 10 a l'11 de novembre, la flota britànica de la Mediterrània va llançar un atac aeri al port de Tàrent. Vint-i-un torpediners Swordfish llançats des del portaavions HMS Illustrious van atacar la flota italiana en dues onades. La base italiana estava defensada per vint-i-un canons antiaeris de 90 mm i dotzenes de canons més petits de 37 mm i 20 mm, juntament amb vint-i-set globus captius. Els defensors no tenien radar i van ser agafats per sorpresa quan van arribar els Swordfish. El Littorio i els altres cuirassats tampoc tenien suficients xarxes antitorpedes. La primera onada es va produir a les 20:35, seguida de la segona aproximadament una hora més tard.

Diagrama dels danys al Littorio

Els avions van anotar tres cops al Littorio, un al Duilio i un al Conte di Cavour. Dels torpedes que van colpejar el Littorio, dos van colpejar a proa i un la popa; l'impacte a la popa va destruir el timó i el xoc de l'explosió va danyar l'aparell de govern del vaixell. Els dos a proa van causar grans inundacions i el van portar a instal·lar-se per la proa, amb les cobertes inundades fins a les torretes de la bateria principal. No va poder ser portat al moll fins l'11 de desembre a causa d'un quart torpede sense explotar descobert sota la seva quilla; treure el torpede va resultar ser una tasca minuciosa, ja que qualsevol canvi en el camp magnètic al voltant del torpede podria detonar el seu detonador magnètic. Les reparacions van durar fins a l'11 de març de 1941.

### Operacions de comboi
Després de completar les reparacions, el Littorio va participar en una sortida sense èxit per interceptar les forces britàniques del 22 al 25 d'agost. Un mes més tard, va dirigir l'atac al comboi aliat a l'operació Halberd el 27 de setembre de 1941. La força britànica que escortava el comboi incloïa els cuirassats Rodney, Nelson, and Prince of Wales; el reconeixement italià va informar de la presència d'una poderosa escorta, i el comandant italià, sota ordres de no combatre tret que posseís una forta superioritat numèrica, va interrompre l'operació i va tornar a port. El 13 de desembre, va participar en una altra escombrada per agafar un comboi a Malta, però l'intent es va trencar després que el Vittorio Veneto va ser torpedinat per un submarí britànic. Tres dies després, va sortir per escortar l'operació M42, un comboi de subministrament a les forces italianes i alemanyes al nord d'Àfrica. A finals de 1941, l'èxit britànic en trencar el codi Enigma va fer que cada cop fos més difícil que els combois de l'Eix arribessin al nord d'Àfrica. Per tant, els italians van comprometre la seva flota de combat a l'esforç del comboi per protegir millor els transports. L'endemà, va participar en la Primera Batalla de Sirte. El Littorio, juntament amb la resta de la força de cobertura llunyana, es va enfrontar a l'escorta d'un comboi britànic que es dirigia cap a Malta que va topar amb el comboi M42 a última hora del dia. El Littorio va obrir foc a una distància extrema, al voltant de 32.000 m, però no va anotar cap cop. No obstant això, el fort foc italià va obligar la força britànica a retirar-se sota la cobertura d'una cortina de fum i el comboi M42 va arribar al nord d'Àfrica sense danys.
El 3 de gener de 1942, el Littorio va tornar a ser encarregat d'escortar un comboi, en suport de l'operació M43; va tornar al port el 6 de gener. El 22 de març, va participar en la Segona Batalla de Sirte, com a vaixell insígnia d'una força italiana que intentava destruir un comboi britànic amb destinació a Malta. Després de la caiguda de la foscor, diversos destructors britànics van fer un atac de curta distància contra el Littorio, però el foc fort dels seus canons principals i secundaris va obligar els destructors a retirar-se. Quan els destructors es retiraven, un d'ells va colpejar a Littorio amb un únic proyectil de 4,7 polzades (120 mm), que va causar danys menors a la popa del vaixell. Durant la batalla, els obusos del Littorio van impactar i va danyar seriosament els destructors HMS Havock i Kingston. També va colpejar el creuer Euryalus però no va causar danys importants. Kingston va anar coixejant a Malta per fer-hi reparacions, on més tard va ser destruïda durant un atac aeri mentre estava en dic sec. L'explosió del morro de la torreta posterior del Littorio va incendiar un dels seus hidroavions, encara que no va provocar danys greus a la nau. Va disparar un total de 181 obusos des de la seva bateria principal durant el combat. Tot i que la flota italiana no va poder atacar directament el comboi, va obligar els transports a dispersar-se i molts van ser enfonsats l'endemà per un atac aeri.
Tres mesos més tard, el 14 de juny, el Littorio va participar en la intercepció del comboi de l'operació Vigorous a Malta des d'Alexandria. El Littorio, el Vittorio Veneto, quatre creuers i dotze destructors van ser enviats per atacar el comboi. Els britànics van localitzar ràpidament la flota italiana que s'acostava i van llançar diversos atacs aeris nocturns en un intent d'evitar que arribessin al comboi, encara que els avions no va obtenir cap impacte. Mentre buscava el comboi l'endemà, el Littorio va rebre l'impacte d'una bomba llançada per un B-24 Liberator; la bomba va colpejar el sostre de la torre núm. 1, però va causar danys insignificants a la campana del telèmetre i a la barbeta, juntament amb danys per estelles a la coberta. No obstant això, la torre va romandre en servei i el Littorio va romandre amb la flota. L'amenaça del Littorio i el Vittorio Veneto va obligar el comboi britànic a avortar la missió. A les 14:00, els italians van interrompre la persecució i van tornar a port; Poc abans de la mitjanit d'aquell vespre, el Littorio va ser colpejat per un torpede llançat per un bombarder britànic Wellington, fent que unes 1.500 tones d'aigua inundessin la proa del vaixell. La seva tripulació va contra-inundar 350 tones llargues (360 t) d'aigua per corregir el nivell. El vaixell va poder tornar al port per a les reparacions, que van durar fins al 27 d'agost. Va romandre a Tàrent fins al 12 de desembre, quan la flota va ser traslladada a La Spezia.

### Destí
El Littorio va estar inactiu durant els primers sis mesos de 1943 a causa de la greu escassetat de combustible a la Marina italiana. Només hi havia prou combustible disponible pel Littorio, el Vittorio Veneto i el seu germà Roma recentment assignat, però fins i tot llavors el combustible només era suficient per a emergències. El 19 de juny de 1943, un bombardeig nord-americà va atacar el port de La Spezia i tres bombes van caure sobre el Littorio.
Va ser rebatejada Italia el 30 de juliol després que el govern de Benito Mussolini caigués del poder. El 3 de setembre, Itàlia va signar un armistici amb els aliats, posant fi a la seva participació activa en la Segona Guerra Mundial. Sis dies més tard, l'Italia i la resta de la flota italiana van navegar cap a Malta, on serien internats durant la resta de la guerra. Durant el camí, la Luftwaffe alemanya va atacar la flota italiana utilitzant Dornier Do 217 armats amb bombes radiocontrolades Fritz X. Una Fritz X va colpejar l'Italia just davant de la torreta núm. 1; va travessar el vaixell i va sortir del casc, va explotar a l'aigua que hi havia sota i va causar greus danys. Mentrestant, el Roma va ser enfonsat en l'atac.
L'Italia i el Vittorio Veneto es van traslladar llavors, primer a Alexandria, Egipte, i després al Gran Llac Amarg al Canal de Suez a Egipte el 14 de setembre; hi romangueren fins al final de la guerra. El 5 de febrer de 1947, finalment l'Italia va poder tornar a Itàlia. En el  Tractat de pau amb Itàlia, signat cinc dies més tard el 10 de febrer, l'Italia va ser assignada com a premi de guerra als Estats Units. Va ser eliminada del registre naval l'1 de juny de 1948 i desballestat per a la ferralla a La Spezia.